# Barranc dels Mians (Aramunt)
El barranc dels Mians és un barranc del terme de Conca de Dalt, al Pallars Jussà, dins de l'antic terme d'Aramunt.
Es forma al racó sud-est de la partida de los Àrbols, des d'on davalla cap al sud-oest. Passa pel costat de llevant de la partida dels Mians, pel nord-oest del Clot de Regaixat i pel sud-est de Casa Toà i per l'est i el sud del Camp de Macià, on s'aboca en el riu de Carreu. Cap a la meitat del seu curt recorregut rep per l'esquerra el barranc dels Rius.